# Benedicta (Maine)
Pour les articles homonymes, voir Benedicta.
Benedicta est un petit village situé dans l’État américain du Maine, dans le comté d’Aroostook.

## Géographie
|                                      | Sherman (Maine) |                      |
|                                      | Benedicta       | Silver Ridge (Maine) |
| High Landing (Maine), Medway (Maine) |                 |                      |